# 파라개얼굴박쥐
파라개얼굴박쥐(Cynomops paranus)는 큰귀박쥐과에 속하는 남아메리카 박쥐의 일종이다. 파나마와 콜롬비아, 에콰도르, 페루, 베네수엘라, 가이아나, 수리남, 프랑스령 기아나, 브라질 그리고 아르헨티나 북부 지역에서 발견된다.